# Summer Tour 2013
 (mars 2015).
Si vous disposez d'ouvrages ou d'articles de référence ou si vous connaissez des sites web de qualité traitant du thème abordé ici, merci de compléter l'article en donnant les références utiles à sa vérifiabilité et en les liant à la section « Notes et références ».
Tournées par Bridgit Mendler
Bridgit Mendler: Live In Concert
(2012-2013)
Le Summer Tour 2013 est la 2e tournée de Bridgit Mendler, annoncée le 8 avril 2013.

## Premières parties
- Shane Harper (Amérique du Nord)
- Austin Mahone
- R5
- Stereo Jane
- Carter Matthews
- Alex Aiono

## Dates et lieux
| Amérique du Nord  |                |            |                                   |
| 16 juin 2013      | Burlington     | États-Unis | Burlington Steamboat Days         |
| 26 juin 2013      | Del Mar        | États-Unis | Del Mar Fairgrounds               |
| 20 juillet 2013   | Arlington      | États-Unis | Six Flags Over Texas Music Mill   |
| 22 juillet 2013   | Kansas City    | États-Unis | Uptown Theater                    |
| 23 juillet 2013   | Dubuque        | États-Unis | Dubuque County Fair               |
| 24 juillet 2013   | Costa Mesa     | États-Unis | Pacific Amphitheatre              |
| 8 août 2013       | Santa Rosa     | États-Unis | Sonoma County Fair                |
| 14 août 2013      | Hollywood      | États-Unis | Hollywood Paladium                |
| 16 août 2013      | Royal Oak      | États-Unis | Royal Oak Music Theatre           |
| 17 août 2013      | Lima           | États-Unis | Allen County Fair                 |
| 18 août 2013      | Aurora         | États-Unis | Riveredge Park                    |
| 20 août 2013      | Agawam         | États-Unis | Six Flags New England             |
| 21 août 2013      | New York       | États-Unis | Best Buy Theater                  |
| 23 août 2013      | Washington     | États-Unis | Warner Theatre                    |
| 24 août 2013      | Williamsburg   | États-Unis | Busch Gardens Amphitheater        |
| 25 août 2013      | Westbury       | États-Unis | Six Flags Great Adventure         |
| 27 août 2013      | Albany         | États-Unis | The Palace Theatre                |
| 28 août 2013      | Allentown      | États-Unis | Allentown Fairgrounds             |
| 21 août 2013      | Salem          | États-Unis | Oregon State Fair                 |
| 7 septembre 2013  | Hutchinson     | États-Unis | Kansas State Fair                 |
| 8 septembre 2013  | Spencer        | États-Unis | Clay County Fair                  |
| 9 septembre 2013  | Salt Lake City | États-Unis | Utah State Fair                   |
| 21 septembre 2013 | Puyallup       | États-Unis | Washington State Fair in Puyallup |
| 13 octobre 2013   | Arlington      | États-Unis | Six Flags Over Texas              |